# Tyreomma ciliatum
Tyreomma ciliatum là một loài ruồi trong họ Tachinidae.